# Trí Uẩn
Trò chơi Trí Uẩn là một trò chơi ghép hình với bảy mảnh ghép thuộc một hình chữ nhật có kích thước 8 cm x 10 cm quen thuộc với nhiều học sinh, sinh viên Việt Nam những năm 1960–1970.

## Hoàn cảnh ra đời
Trong thời gian hoạt động cách mạng bí mật tại Hà Nội vào những năm 1940, Nguyễn Trí Uẩn (1916–1995) tìm cách giải trí bằng cách cắt các tấm bìa thành các mảnh nhỏ hơn rồi ghép hình. Từ một hình chữ nhật có chiều dài 8 cm và chiều rộng 10 cm, ông cắt thành bảy miếng nhỏ rồi xếp thành nhiều hình khác nhau. Sau này, Trí Uẩn chuyển sang dùng gỗ mít để phát triển trò chơi này.

## Ghép hình
Trí Uẩn được cấu thành từ hai hình tam giác, bốn hình thang và một hình ngũ giác. Từ bảy mảnh hình học này, người chơi có thể xếp thành 1.000 hình ảnh khác nhau, như hình trái tim (28 cách), hình kim cương (66 cách), hình quả tạ (88 cách), cũng như 10 chữ số tự nhiên và 24 chữ cái.

## Ứng dụng khác
Từ trò chơi Trí Uẩn, chương trình tiểu học Việt Nam có đưa một số bài toán ghép hình với 5–7 miếng ghép cho học sinh. Trí Uẩn được đưa vào làm đề tài cho cuộc thi cho học sinh phổ thông, cũng như được làm thành ứng dụng số cho hệ điều hành Android và Apple.
Trong một bài báo, Trí Uẩn được cho là có tiềm năng để giúp các chuyên gia tổ chức các hoạt động nhằm phát triển khả năng tư duy toán học, khả năng sáng tạo của trẻ nhỏ.

## Trò chơi tương tự
Từ những năm 1890, người Đức đã sáng tạo ra một trò chơi ghép hình tương tự tên là Kreuzspiel, trong khi Trí Uẩn công bố trò chơi này trong thập niên 1940.
Ngoài ra, ở Trung Quốc từ thời nhà Tống cũng xuất hiện một trò chơi có cách chơi tương tự Trí Uẩn là Tangram. Bên cạnh đó, từ thế kỉ thứ 3 TCN, nhà toán học của Hy Lạp cổ đại Archimedes đã thiết kế một bộ ghép hình tương tự tangram và đặt tên cho nó là Loculus Archimedius hoặc Stadderion.